# Peter Foster
Peter Foster (27 de julio de 1960) es un deportista australiano que compitió en piragüismo en la modalidad de aguas tranquilas. Su hermana Margot compitió en remo.
Participó en los Juegos Olímpicos de Seúl 1988, obteniendo una medalla de bronce en la prueba de K2 1000 m.

## Palmarés internacional
| Juegos Olímpicos | Juegos Olímpicos     | Juegos Olímpicos  | Juegos Olímpicos |
| Año              | Lugar                | Medalla           | Competición      |
| ---------------- | -------------------- | ----------------- | ---------------- |
| 1988             | Seúl (Corea del Sur) | Medalla de bronce | K2 1000 m        |